# О Пан Сок
О Пан Сок (кор. 오반석; род. 20 мая 1988, Квачхон, Республика Корея) — южнокорейский футболист, защитник клуба «Инчхон Юнайтед».

## Клубная карьера
Родился 20 мая 1988 года в городе Квачхон. Начал карьеру футболиста в футбольной команде Университета Конкук, после чего в 2011 году попал в клуб «Чеджу Юнайтед», цвета которого защищает и на сегодняшний день. Перед сезоном 2015 года он был избран новым капитаном «Чеджу Юнайтед», а в 2017 году попал в символическую сборную сезона Кей-лиги.

## Карьера в сборной
28 мая 2018 года дебютировал в официальных матчах в составе национальной сборной Южной Кореи в товарищеской игре против сборной Гондураса (2:0).
В составе сборной был участником чемпионата мира 2018 года в России.

## Статистика
| Матчи и голы О Пан Сок за сборную Южной Кореи | Матчи и голы О Пан Сок за сборную Южной Кореи | Матчи и голы О Пан Сок за сборную Южной Кореи | Матчи и голы О Пан Сок за сборную Южной Кореи | Матчи и голы О Пан Сок за сборную Южной Кореи | Матчи и голы О Пан Сок за сборную Южной Кореи | Матчи и голы О Пан Сок за сборную Южной Кореи |
| №                                             | Дата                                          | Место проведения                              | Соперник                                      | Счёт                                          | Голы                                          | Соревнование                                  |
| --------------------------------------------- | --------------------------------------------- | --------------------------------------------- | --------------------------------------------- | --------------------------------------------- | --------------------------------------------- | --------------------------------------------- |
| 1                                             | 28 мая 2018                                   | Тэгу, Южная Корея                             | Гондурас                                      | 2:0                                           | -                                             | товарищ.                                      |
| 2                                             | 1 июня 2018                                   | Чонджу, Южная Корея                           | Босния и Герцеговина                          | 1:3                                           | -                                             | товарищ.                                      |